# Weltin Wolfinger
Weltin Franz Anton Wolfinger (* 12. Mai 1926 in Montreux, Schweiz; † 15. Juli 2010 in Genf, Schweiz) war ein liechtensteinischer Bobfahrer.

## Karriere
Weltin Wolfinger nahm bei den Olympischen Winterspielen 1956 in Cortina d’Ampezzo teil. Im Zweierbob startet er als Anschieber von Moritz Heidegger. Jedoch lag das Duo nach dem zweiten von vier Läufen auf dem letzten Rang und startete somit nicht mehr.
Zwei Wochen später starteten die beiden Athleten auf der Olympia Bob Run St. Moritz–Celerina. Während des Rennens kam der Bob ins Schleudern und die Bahn brach ein, infolgedessen überschlug sich der Bob mehrmals. Trotz Helm wurde Heidegger von den Anstoßbügeln am Hinterkopf schwer getroffen. Wolfinger hingegen erlitt nur leichte Blessuren. Der Präsident des liechtensteinischen Verbands Eduard Theodor von Falz-Fein fuhr Heidegger sofort ins Krankenhaus in Samedan. Allerdings erlangte Heidegger nicht mehr das Bewusstsein und verstarb wenige Tage später. Aufgrund dessen wurde der Bobsport in Liechtenstein vorübergehend verboten.
Wolfinger wechselte zum Rennrodeln und nahm an den Rennrodel-Weltmeisterschaften 1962 im polnischen Krynica-Zdrój teil, wo er im Einsitzer den 75. Rang belegte.